# Abell 2667

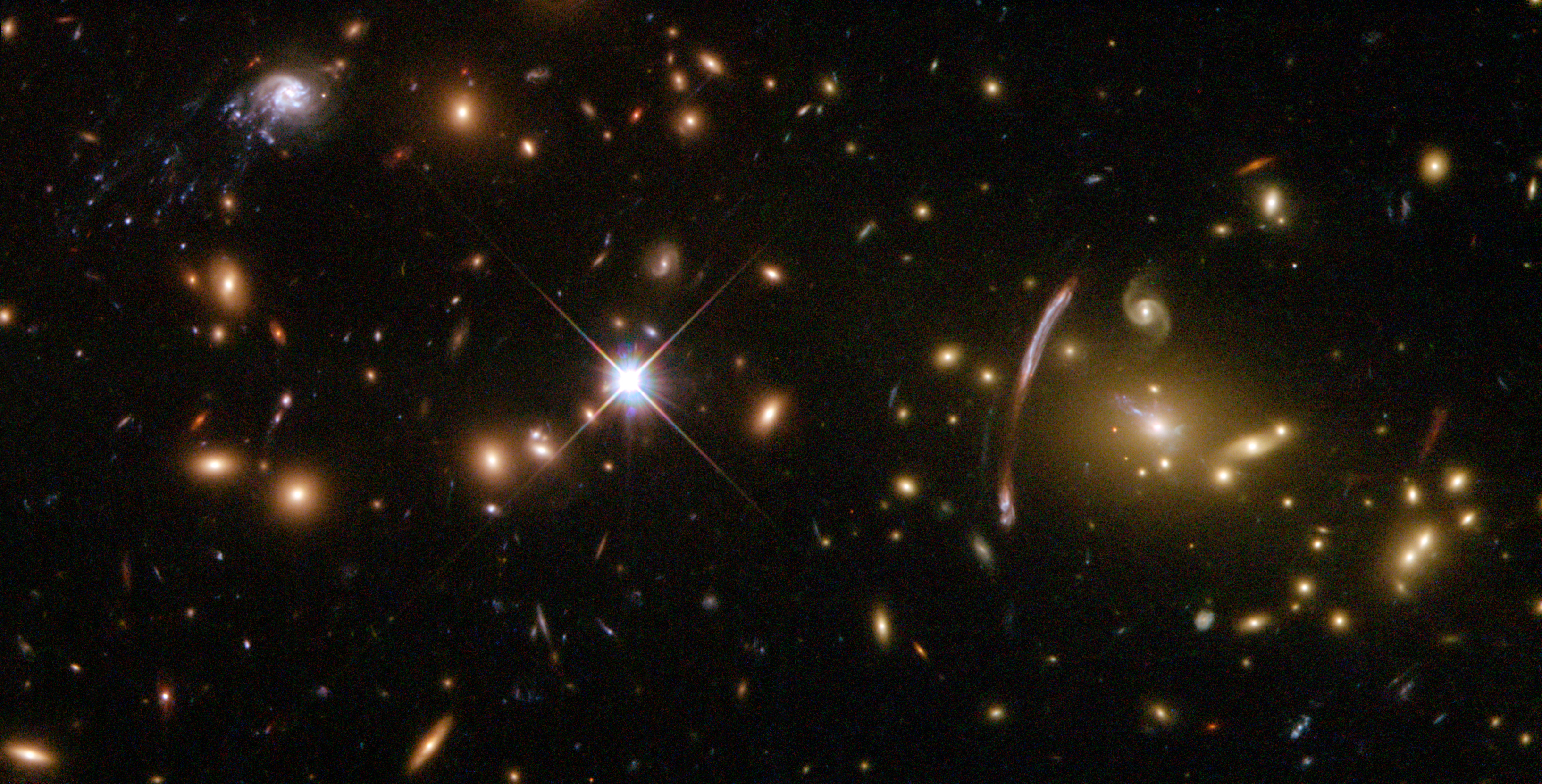
Der Galaxienhaufen Abell 2667 aufgenommen vom Hubble-Weltraumteleskop. Oben links ist eine Kometengalaxie (blau) ersichtlich.

Abell 2667 ist ein Galaxienhaufen im Sternbild Bildhauer. Er ist etwa 3,2 Milliarden Lichtjahre von der Erde entfernt und hat eine Ausdehnung von etwa 2,4 Millionen Lichtjahren. Der Name leitet sich vom Eintrag im Abell-Katalog ab.
Auf dem vom Hubble-Weltraumteleskop freigegebenen Bild ist eine Kometengalaxie ersichtlich, welche mit etwa 3,5 Millionen km/h durch den Galaxienhaufen rast. Das Gas des Haufens entreißt der Galaxie dabei Sterne, was ihr einen Schweif wie bei einem Kometen verschafft.